# 彼得·舒姆林
彼得·舒姆林（Peter Shumlin；1956年3月24日—）是美國的一位政治人物。為民主黨籍。舒姆林自2011年至2017年任第81任佛蒙特州州長。在當選州長之前，舒姆林曾經擔任佛蒙特州議會眾議院的議員。2015年，舒姆林表示他不會在2016年尋求連任。